# Joan de Sagarra i Devesa
Joan de Sagarra i Devesa (París, 8 de gener del 1939 - Barcelona, 8 de maig de 2025) fou un periodista català, crític teatral i cronista barcelonès.

## Biografia
Joan de Sagarra, fill de Josep Maria de Sagarra i Mercè Devesa, va néixer a París, on el seu pare s'havia exiliat durant la Guerra Civil. Era net de Ferran de Sagarra i Celestí Devesa, i nebot d'Ignasi de Sagarra.
Va estudiar a l'Institut d'Estudis Teatrals de la Sorbona, i de retorn a Barcelona va exercir el periodisme a Tele/eXpres, El País i El Temps, entre altres publicacions. Escriu per al diari La Vanguardia. Se li atribueix la paternitat del concepte de Gauche Divine, un moviment d'intel·lectuals i artistes d'esquerra que es va estendre a la Barcelona de la dècada del 1960 i començaments del 1970. La majoria dels seus membres provenien de la burgesia i les classes benestants de la capital catalana.
El 1998 va rebre el premi Ciutat de Barcelona de periodisme; el 2006, el títol d'Oficial de les Arts i les Lletres i el 2008, el Premi Nacional de Periodisme i la Medalla d'Or al Mèrit Cultural, atorgada per l'Ajuntament de Barcelona. L'any 2013 va guanyar el Premi José Luis Giménez-Frontín, concedit per l'Associació Col·legial d'Escriptors de Catalunya (ACEC).
El 1966 es va casar amb Paulina Àngel Caldentey (Barcelona, 1941-2018), pianista, filla de l'atleta i químic Jaume Àngel i Aymerich, amb qui tingué el seu únic fill, Josep Maria. Posteriorment, el 1990, es casaria amb la periodista Maria Jesús Ivars Alonso (Elda, 1959-Barcelona, 2014).
Mort a Barcelona el 8 de maig de 2025.

## Obra publicada
- Las rumbas de Joan de Sagarra (Kairós, 1971)[7]
- La horma de mi sombrero (Alfaguara, 1997)[1]